# Curgere potențială

ale curgerii potențiale în jurul unui la un unghi de atac de 11°, cu straturile de curgere superioare și inferioare identificate. Curgerea este bidimensională, iar profilul aerodinamic are o lungime infinită.

În dinamica fluidelor, curgerea potențială sau curgerea irotațională se referă la descrierea unei curgeri a unui fluid fără vârtejuri. Această descriere este tipică pentru cazul în care viscozitatea este neglijabilă, adică pentru un fluid ideal și în absența vârtejurilor.
Curgerea potențială descrie câmpul de viteze ca fiind gradientul unei funcții scalare: potențialul vitezei. Ca rezultat, o curgere potențială este caracterizată de un câmp de viteze irotațional⁠(d), care este o aproximare validă pentru diverse aplicații. Irotaționalitatea curgerii potențiale derivă din faptul că gradientul unui scalar⁠(d) este întotdeauna egal cu zero.
În cazul unei curgeri incompresibile, potențialul vitezei satisface ecuația lui Laplace, iar teoria potențialului⁠(d) este aplicabilă. Cu toate acestea, curgerile potențiale au fost utilizate și pentru a descrie curgerile compresibile și curgerile Hele-Shaw⁠(d). Abordarea curgerii potențiale apare în modelarea atât a curgerilor staționare, cât și a celor nestaționare.
Aplicațiile curgerii potențiale includ: câmpul de curgere exterior pentru profile aerodinamice, valuri, electroosmoză și curgerea apelor subterane⁠(d). Pentru curgeri (sau părți ale acestora) cu efecte puternice de vârtej, aproximarea curgerii potențiale nu este aplicabilă. În regiunile de curgere în care se știe că vârtejul este important, cum ar fi urmele valurilor și straturile limită, teoria curgerii potențiale nu poate furniza predicții rezonabile ale curgerii. Din fericire, există adesea regiuni mari ale unei curgeri în care ipoteza de irotaționalitate este valabilă, motiv pentru care curgerea potențială este utilizată pentru diverse aplicații, cum ar fi: aripile avioanelor, curgerea apelor subterane⁠(d), acustică, valuri și electroosmoză.

## Descriere și caracteristici

O curgere potențială este construită prin adăugarea de simple și observarea rezultatului.

Linii de pentru, într-o curgere uniformă.

În curgerea potențială sau irotațională, câmpul vectorial al vârtejului este zero, adică
{\displaystyle {\boldsymbol {\omega }}\equiv \nabla \times \mathbf {v} =0}
unde {\displaystyle \mathbf {v} (\mathbf {x} ,t)} este câmpul de viteze și {\displaystyle {\boldsymbol {\omega }}(\mathbf {x} ,t)} este câmpul de vârtej. Ca orice câmp vectorial cu rotație nulă, câmpul de viteze poate fi exprimat ca gradientul unui anumit scalar, să zicem {\displaystyle \varphi (\mathbf {x} ,t)} care se numește potențialul vitezei, deoarece rotația gradientului este întotdeauna zero. Prin urmare, avem
{\displaystyle \mathbf {v} =\nabla \varphi .}
Potențialul vitezei nu este definit în mod unic, deoarece i se poate adăuga o funcție arbitrară de timp, să zicem {\displaystyle f(t)}, fără a afecta cantitatea fizică relevantă care este {\displaystyle \mathbf {v} }. Neunicitatea este de obicei eliminată prin selectarea adecvată a condițiilor inițiale sau la limită satisfăcute de {\displaystyle \varphi } și, ca atare, procedura poate varia de la o problemă la alta.
În curgerea potențială, circulația {\displaystyle \Gamma } în jurul oricărei curbe simple conexe {\displaystyle C} este zero. Acest lucru poate fi demonstrat folosind teorema lui Stokes,
{\displaystyle \Gamma \equiv \oint _{C}\mathbf {v} \cdot d\mathbf {l} =\int {\boldsymbol {\omega }}\cdot d\mathbf {f} =0}
unde {\displaystyle d\mathbf {l} } este elementul de linie pe curbă și {\displaystyle d\mathbf {f} } este elementul de suprafață al oricărei suprafețe delimitate de curbă. În spațiul multiplu conectat (să zicem, în jurul unei curbe care înconjoară un corp solid bidimensional sau în jurul unei curbe care înconjoară un tor tridimensional) sau în prezența vârtejurilor concentrate (să zicem, în așa-numitele vârtejuri irotaționale⁠(d) sau vârtejuri punctuale sau în inele de fum), circulația {\displaystyle \Gamma } nu trebuie să fie zero. În primul caz, teorema lui Stokes nu se poate aplica, iar în cazul ulterior, {\displaystyle {\boldsymbol {\omega }}} este diferit de zero în regiunea delimitată de curbă. În jurul unei curbe care înconjoară un cilindru solid infinit cu care curba se învârte de {\displaystyle N} ori, avem
{\displaystyle \Gamma =N\kappa }
unde {\displaystyle \kappa } este o constantă ciclică. Acest exemplu aparține unui spațiu dublu conectat. Într-un spațiu tuplu conectat {\displaystyle n}, există {\displaystyle n-1} astfel de constante ciclice, și anume, {\displaystyle \kappa _{1},\kappa _{2},\dots ,\kappa _{n-1}.}

## Curgere incompresibilă
În cazul unei curgeri incompresibile — de exemplu, a unui lichid sau a unui gaz la numere Mach mici; dar nu pentru undele sonore — viteza v are divergență zero:
{\displaystyle \nabla \cdot \mathbf {v} =0\,,}
Substituind aici {\displaystyle \mathbf {v} =\nabla \varphi } rezultă că {\displaystyle \varphi } satisface ecuația lui Laplace
{\displaystyle \nabla ^{2}\varphi =0\,,}
unde ∇2 = ∇ ⋅ ∇ este operatorul Laplace (uneori scris și Δ). Deoarece soluțiile ecuației lui Laplace sunt funcții armonice, fiecare funcție armonică reprezintă o soluție de curgere potențială. După cum este evident, în cazul incompresibilității, câmpul de viteze este determinat complet din cinematica sa: ipotezele de irotaționalitate și divergență zero a curgerii. Dinamica, în legătură cu ecuațiile de impuls, trebuie aplicată doar ulterior, dacă cineva este interesat să calculeze câmpul de presiune: de exemplu, pentru curgerea în jurul profilurilor aerodinamice prin utilizarea legii lui Bernoulli.
În curgerile incompresibile, contrar concepției greșite comune, curgerea potențială satisface într-adevăr ecuațiile complete Navier–Stokes, nu doar ecuațiile lui Euler, deoarece termenul vâscos
{\displaystyle \mu \nabla ^{2}\mathbf {v} =\mu \nabla (\nabla \cdot \mathbf {v} )-\mu \nabla \times {\boldsymbol {\omega }}=0}
este identic cu zero. Este incapacitatea curgerii potențiale de a satisface condițiile limită necesare, în special în apropierea frontierelor solide, ceea ce o invalidează în reprezentarea câmpului de curgere necesar. Dacă curgerea potențială satisface condițiile necesare, atunci este soluția necesară a ecuațiilor Navier–Stokes incompresibile.
Când este bidimensională, cu ajutorul funcției armonice 𝜑 și a funcției sale armonice conjugate 𝜓 (funcția de curent), curgerea potențială incompresibilă se reduce la un sistem foarte simplu care este analizat folosind analiză complexă (vezi mai jos).

## Curgere compresibilă

### Curgere staționară
Teoria curgerii potențiale poate fi utilizată și pentru modelarea curgerii compresibile irotaționale. Derivarea ecuației de guvernare pentru {\displaystyle \varphi } din ecuația lui Euler este destul de simplă. Ecuațiile de continuitate și de impuls (pentru curgere potențială) pentru curgeri staționare sunt date de
{\displaystyle \rho \nabla \cdot \mathbf {v} +\mathbf {v} \cdot \nabla \rho =0,\quad (\mathbf {v} \cdot \nabla )\mathbf {v} =-{\frac {1}{\rho }}\nabla p=-{\frac {c^{2}}{\rho }}\nabla \rho }
unde ultima ecuație rezultă din faptul că entropia este constantă pentru un element de fluid și că pătratul vitezei sunetului este {\displaystyle c^{2}=(\partial p/\partial \rho )_{s}}. Eliminarea lui {\displaystyle \nabla \rho } din cele două ecuații de guvernare rezultă în:
{\displaystyle c^{2}\nabla \cdot \mathbf {v} -\mathbf {v} \cdot (\mathbf {v} \cdot \nabla )\mathbf {v} =0.}
Versiunea incompresibilă apare la limita {\displaystyle c\to \infty }. Substituind aici {\displaystyle \mathbf {v} =\nabla \varphi } rezultă
{\displaystyle (c^{2}-\varphi _{x}^{2})\varphi _{xx}+(c^{2}-\varphi _{y}^{2})\varphi _{yy}+(c^{2}-\varphi _{z}^{2})\varphi _{zz}-2(\varphi _{x}\varphi _{y}\varphi _{xy}+\varphi _{y}\varphi _{z}\varphi _{yz}+\varphi _{z}\varphi _{x}\phi _{zx})=0}
unde {\displaystyle c=c(v)} este exprimat ca funcție a magnitudinii vitezei {\displaystyle v^{2}=(\nabla \phi )^{2}}. Pentru un gaz politropic⁠(d), {\displaystyle c^{2}=(\gamma -1)(h_{0}-v^{2}/2)}, unde {\displaystyle \gamma } este coeficientul de transformare adiabatică și {\displaystyle h_{0}} este entalpia de stagnare⁠(d). Bidimensional, ecuația se simplifică la
{\displaystyle (c^{2}-\varphi _{x}^{2})\varphi _{xx}+(c^{2}-\varphi _{y}^{2})\varphi _{yy}-2\varphi _{x}\varphi _{y}\varphi _{xy}=0.}
Valabilitate: În forma actuală, ecuația este valabilă pentru orice curgere potențială ideală, indiferent dacă curgerea este subsonică sau supersonică (de exemplu, curgerea Prandtl-Meyer⁠(d)). Cu toate acestea, în curgeri supersonice și transonice pot apărea unde de șoc care pot introduce entropie și vârtej în curgere, făcând curgerea rotațională. Cu toate acestea, există două cazuri în care curgerea potențială prevalează chiar și în prezența undelor de șoc, care sunt explicate din ecuația de impuls (nu neapărat potențială) scrisă în următoarea formă
{\displaystyle \nabla (h+v^{2}/2)-\mathbf {v} \times {\boldsymbol {\omega }}=T\nabla s}
unde {\displaystyle h} este entalpia specifică, {\displaystyle {\boldsymbol {\omega }}} este câmpul de vârtej, {\displaystyle T} este temperatura și {\displaystyle s} este entropia specifică. Deoarece în fața undei de șoc de vârf avem o curgere potențială, ecuația lui Bernoulli arată că {\displaystyle h+v^{2}/2} este constantă, ceea ce este de asemenea constantă pe întreaga undă de șoc (condițiile Rankine-Hugoniot⁠(d)) și prin urmare putem scrie
{\displaystyle \mathbf {v} \times {\boldsymbol {\omega }}=-T\nabla s}
1) Când unda de șoc este de intensitate constantă, discontinuitatea entropiei de-a lungul undei de șoc este, de asemenea, constantă, adică {\displaystyle \nabla s=0} și, prin urmare, producția de vârtej este zero. Undele de șoc la marginea ascuțită a unei pene bidimensionale sau a unui con tridimensional (curgerea Taylor-Maccoll⁠(d)) au intensitate constantă. 
2) Pentru undele de șoc slabe, saltul de entropie de-a lungul undei de șoc este o cantitate de ordinul trei în termeni de intensitatea undei de șoc și, prin urmare, {\displaystyle \nabla s} poate fi neglijat. Undele de șoc în corpurile subțiri sunt aproape paralele cu corpul și sunt slabe.
Curgeri aproape paralele: Când curgerea este predominant unidirecțională cu abateri mici, cum ar fi în curgerea trecută de corpuri subțiri, ecuația completă poate fi simplificată în continuare. Fie {\displaystyle U\mathbf {e} _{x}} curentul principal și să luăm în considerare abaterile mici de la acest câmp de viteză. Potențialul vitezei corespunzător poate fi scris ca {\displaystyle \varphi =xU+\phi } unde {\displaystyle \phi } caracterizează abaterea mică de la curgerea uniformă și satisface versiunea liniarizată a ecuației complete. Aceasta este dată de
{\displaystyle (1-M^{2}){\frac {\partial ^{2}\phi }{\partial x^{2}}}+{\frac {\partial ^{2}\phi }{\partial y^{2}}}+{\frac {\partial ^{2}\phi }{\partial z^{2}}}=0}
unde {\displaystyle M=U/c_{\infty }} este numărul Mach constant care corespunde curgerii uniforme. Această ecuație este valabilă cu condiția ca {\displaystyle M} să nu fie aproape de unitate. Când {\displaystyle |M-1|} este mic (curgere transonică), avem următoarea ecuație neliniară
{\displaystyle 2\alpha _{*}{\frac {\partial \phi }{\partial x}}{\frac {\partial ^{2}\phi }{\partial x^{2}}}={\frac {\partial ^{2}\phi }{\partial y^{2}}}+{\frac {\partial ^{2}\phi }{\partial z^{2}}}}
Unde {\displaystyle \alpha _{*}} este valoarea critică a derivatei Landau⁠(d) {\displaystyle \alpha =(c^{4}/2\upsilon ^{3})(\partial ^{2}\upsilon /\partial p^{2})_{s}} și {\displaystyle \upsilon =1/\rho } este volumul specific. Curgerea transonică este complet caracterizată de parametrul unic {\displaystyle \alpha _{*}}, care pentru gazul politropic ia valoarea {\displaystyle \alpha _{*}=\alpha =(\gamma +1)/2}. Sub transformarea hodografă⁠(en)[traduceți], ecuația transonică bidimensională devine ecuația Euler–Tricomi⁠(d).

### Curgere nestaționară
Ecuațiile de continuitate și de impuls (pentru curgere potențială) pentru curgeri nestaționare sunt date de
{\displaystyle {\frac {\partial \rho }{\partial t}}+\rho \nabla \cdot \mathbf {v} +\mathbf {v} \cdot \nabla \rho =0,\quad {\frac {\partial \mathbf {v} }{\partial t}}+(\mathbf {v} \cdot \nabla )\mathbf {v} =-{\frac {1}{\rho }}\nabla p=-{\frac {c^{2}}{\rho }}\nabla \rho =-\nabla h.}
Integrala primă a ecuației de impuls (pentru curgere potențială) este dată de
{\displaystyle {\frac {\partial \varphi }{\partial t}}+{\frac {v^{2}}{2}}+h=f(t),\quad \Rightarrow \quad {\frac {\partial h}{\partial t}}=-{\frac {\partial ^{2}\varphi }{\partial t^{2}}}-{\frac {1}{2}}{\frac {\partial v^{2}}{\partial t}}+{\frac {df}{dt}}}
unde {\displaystyle f(t)} este o funcție arbitrară. Fără a pierde generalitatea, putem stabili {\displaystyle f(t)=0} deoarece {\displaystyle \varphi } nu este definit în mod unic. Combinând aceste ecuații, obținem
Substituind aici {\displaystyle \mathbf {v} =\nabla \varphi } rezultă
{\displaystyle \varphi _{tt}+{\frac {1}{2}}(\varphi _{x}^{2}+\varphi _{y}^{2}+\varphi _{z}^{2})_{t}=(c^{2}-\varphi _{x}^{2})\varphi _{xx}+(c^{2}-\varphi _{y}^{2})\varphi _{yy}+(c^{2}-\varphi _{z}^{2})\varphi _{zz}-2(\varphi _{x}\varphi _{y}\varphi _{xy}+\varphi _{y}\varphi _{z}\varphi _{yz}+\varphi _{z}\varphi _{x}\phi _{zx}).}
Curgeri aproape paralele: Ca și înainte, pentru curgeri aproape paralele, putem scrie (după introducerea unui timp recalculat {\displaystyle \tau =c_{\infty }t})
{\displaystyle {\frac {\partial ^{2}\phi }{\partial \tau ^{2}}}+M{\frac {\partial ^{2}\phi }{\partial x\partial \tau }}=(1-M^{2}){\frac {\partial ^{2}\phi }{\partial x^{2}}}+{\frac {\partial ^{2}\phi }{\partial y^{2}}}+{\frac {\partial ^{2}\phi }{\partial z^{2}}}}
cu condiția ca numărul Mach constant {\displaystyle M} să nu fie aproape de unitate. Când {\displaystyle |M-1|} este mic (curgere transonică), avem următoarea ecuație neliniară
{\displaystyle {\displaystyle {\frac {\partial ^{2}\phi }{\partial \tau ^{2}}}+{\frac {\partial ^{2}\phi }{\partial x\partial \tau }}=-2\alpha _{*}{\frac {\partial \phi }{\partial x}}{\frac {\partial ^{2}\phi }{\partial x^{2}}}+{\frac {\partial ^{2}\phi }{\partial y^{2}}}+{\frac {\partial ^{2}\phi }{\partial z^{2}}}.}}
Unde sonore: În undele sonore, magnitudinea vitezei {\displaystyle v} (sau numărul Mach) este foarte mică, deși termenul nestaționar este acum comparabil cu ceilalți termeni principali din ecuație. Astfel, neglijând toți termenii pătratici și de ordin superior și observând că în aceeași aproximare, {\displaystyle c} este o constantă (de exemplu, în gazul politropic {\displaystyle c^{2}=(\gamma -1)h_{0}}), avem
{\displaystyle {\frac {\partial ^{2}\varphi }{\partial t^{2}}}=c^{2}\nabla ^{2}\varphi ,}
care este o ecuație a undei liniară pentru potențialul vitezei φ. Din nou, partea oscilatorie a vectorului de viteză v este legată de potențialul vitezei prin v = ∇φ, în timp ce ca înainte Δ este operatorul Laplace și c este viteza medie a sunetului în mediul omogen⁠(d). De reținut că și părțile oscilatorii ale presiunii p și densității ρ satisfac individual ecuația de undă, în această aproximare.

## Aplicabilitate și limitări
Curgerea potențială nu include toate caracteristicile curgerilor întâlnite în lumea reală. Teoria curgerii potențiale nu poate fi aplicată pentru curgeri vâscoase⁠(d) interne, cu excepția curgerilor dintre plăci apropiate⁠(d). Richard Feynman considera curgerea potențială atât de nefizică încât singurul fluid care să respecte ipotezele era „apa uscată” (citat după John von Neumann). Curgerea potențială incompresibilă face, de asemenea, o serie de predicții invalide, cum ar fi paradoxul lui d'Alembert⁠(d), care afirmă că rezistența la înaintare a oricărui obiect care se deplasează printr-un fluid infinit altfel în repaus este zero. Mai precis, curgerea potențială nu poate explica comportamentul curgerilor care includ un strat limită. Cu toate acestea, înțelegerea curgerii potențiale este importantă în multe ramuri ale mecanicii fluidelor. În special, curgerile potențiale simple (numite curgeri elementare⁠(d)), precum vârtejul liber⁠(d) și sursa punctiformă dispun de soluții analitice rapide. Aceste soluții pot fi suprapuse pentru a crea curgeri mai complexe care satisfac o varietate de condiții de frontieră. Aceste curgeri corespund îndeaproape curgerilor reale din întreaga mecanică a fluidelor; în plus, multe perspective valoroase apar atunci când se consideră abaterea (adesea mică) dintre o curgere observată și curgerea potențială corespunzătoare. Curgerea potențială găsește multe aplicații în domenii precum proiectarea aeronavelor. De exemplu, în dinamica fluidelor numerice, o tehnică constă în cuplarea unei soluții de curgere potențială în afara stratului limită cu o soluție a ecuațiilor stratului limită în interiorul stratului limită. Absența efectelor stratului limită înseamnă că orice linie de curent poate fi înlocuită cu o frontieră solidă fără nicio schimbare în câmpul de curgere, o tehnică utilizată în multe abordări de proiectare aerodinamică. O altă tehnică ar fi utilizarea solidelor Riabouchinsky⁠(d).

## Analiză pentru curgerea incompresibilă bidimensională
Curgerea potențială bidimensională este simplă de analizat folosind transformările conforme, prin utilizarea transformărilor planului complex. Totuși, spre deosebire de analiza tradițională a curgerii fluidelor în jurul unui cilindru, utilizarea numerelor complexe nu este necesară. Nu este posibil să se rezolve o curgere potențială tridimensională folosind numere complexe.
Ideea de bază este de a utiliza o funcție olomorfă (numită și analitică) sau meromorfă f, care face o conexiune între domeniul fizic (x, y) la domeniul transformat conform (φ, ψ). În timp ce x, y, φ și ψ sunt toate cu valori reale, este convenabil să definim cantitățile complexe
{\displaystyle {\begin{aligned}z&=x+iy\,,{\text{ și }}&w&=\varphi +i\psi \,.\end{aligned}}}
Acum, dacă scriem funcția f ca
{\displaystyle {\begin{aligned}f(x+iy)&=\varphi +i\psi \,,{\text{ sau }}&f(z)&=w\,.\end{aligned}}}
Atunci, deoarece f este o funcție olomorfă sau meromorfă, trebuie să satisfacă ecuațiile Cauchy-Riemann
{\displaystyle {\begin{aligned}{\frac {\partial \varphi }{\partial x}}&={\frac {\partial \psi }{\partial y}}\,,&{\frac {\partial \varphi }{\partial y}}&=-{\frac {\partial \psi }{\partial x}}\,.\end{aligned}}}
Componentele vitezelor (u, v), în direcțiile (x, y) respectiv, pot fi obținute direct din f prin diferențiere în raport cu z
{\displaystyle {\frac {df}{dz}}=u-iv}
Deci câmpul de viteze v = (u, v) este specificat de
{\displaystyle {\begin{aligned}u&={\frac {\partial \varphi }{\partial x}}={\frac {\partial \psi }{\partial y}},&v&={\frac {\partial \varphi }{\partial y}}=-{\frac {\partial \psi }{\partial x}}\,.\end{aligned}}}
Atât φ cât și ψ satisfac ecuația lui Laplace:
{\displaystyle {\begin{aligned}\Delta \varphi &={\frac {\partial ^{2}\varphi }{\partial x^{2}}}+{\frac {\partial ^{2}\varphi }{\partial y^{2}}}=0\,,{\text{ și }}&\Delta \psi &={\frac {\partial ^{2}\psi }{\partial x^{2}}}+{\frac {\partial ^{2}\psi }{\partial y^{2}}}=0\,.\end{aligned}}}
Deci φ poate fi identificat ca potențialul vitezei, iar ψ este numită funcția curentului⁠(d). Liniile de constantă ψ sunt cunoscute ca linii de curent⁠(d), iar liniile de constantă φ sunt numite linii echipotențiale (vezi suprafața echipotențială⁠(d)).
Liniile de curent și liniile echipotențiale sunt ortogonale între ele, deoarece:
{\displaystyle \nabla \varphi \cdot \nabla \psi ={\frac {\partial \varphi }{\partial x}}{\frac {\partial \psi }{\partial x}}+{\frac {\partial \varphi }{\partial y}}{\frac {\partial \psi }{\partial y}}={\frac {\partial \psi }{\partial y}}{\frac {\partial \psi }{\partial x}}-{\frac {\partial \psi }{\partial x}}{\frac {\partial \psi }{\partial y}}=0\,.}
Astfel, curgerea are loc de-a lungul liniilor de constantă ψ și perpendicular pe liniile de constantă φ.
De asemenea, este îndeplinită relația Δψ = 0, care este echivalentă cu ∇ × v = 0. Prin urmare, curgerea este irotațională. Condiția automată ∂2Ψ/∂x ∂y = ∂2Ψ/∂y ∂x ne oferă atunci constrângerea de incompresibilitate ∇ · v = 0.

## Exemple de curgeri incompresibile bidimensionale
Orice funcție diferențiabilă poate fi utilizată pentru f. Exemplele următoare folosesc o varietate de funcții elementare⁠(d); pot fi utilizate și funcții speciale⁠(d). De reținut că funcțiile cu mai multe valori⁠(d), cum ar fi logaritmul natural, pot fi utilizate, dar atenția trebuie limitată la o singură suprafață Riemann⁠(d).

### Legile puterii
În cazul în care se aplică următoarea transformare conformă cu o lege de putere, de la z = x + iy la w = φ + iψ:
{\displaystyle w=Az^{n}\,,}
atunci, scriind z în coordonate polare ca z = x + iy = reiθ, avem
{\displaystyle \varphi =Ar^{n}\cos n\theta \qquad {\text{și}}\qquad \psi =Ar^{n}\sin n\theta \,.}
În figurile din dreapta sunt prezentate exemple pentru câteva valori ale lui n. Linia neagră este limita curgerii, în timp ce liniile albastre mai închise sunt linii de curent, iar liniile albastre mai deschise sunt liniile echipotențiale. Unele puteri interesante n sunt:
- n = 1/2: corespunde cu curgerea în jurul unei plăci semiinfinite,
- n = 2/3: curgere în jurul unui colț drept,
- n = 1: un caz trivial de curgere uniformă,
- n = 2: curgere printr-un colț sau în apropierea unui punct de stagnare, și
- n = −1: curgere datorată unui dublet sursă

Constanta A este un parametru de scalare: modulul | A | determină scara, în timp ce argumentul⁠(d) său arg(A) introduce o rotație (dacă este diferită de zero).

#### Legile puterii cun= −1: curgere uniformă
Dacă w = Az1, adică o lege de putere cu n = 1, liniile de curent (adică liniile de constantă ψ) sunt un sistem de linii drepte paralele cu axa {\displaystyle Ox}. Acest lucru este cel mai ușor de observat scriind în termeni de componente reale și imaginare:
{\displaystyle f(x+iy)=A\,(x+iy)=Ax+iAy}
astfel obținând φ = Ax și ψ = Ay. Această curgere poate fi interpretată ca o curgere uniformă paralelă cu axa {\displaystyle Ox}.

#### Legile puterii cun= −2
Dacă n = 2, atunci w = Az2 și linia de curent corespunzătoare unei anumite valori a lui ψ sunt acele puncte care satisfac
{\displaystyle \psi =Ar^{2}\sin 2\theta \,,}
care reprezintă un sistem de hiperbole rectangulare. Acest lucru poate fi demonstrat prin rescrierea din nou în termeni de componente reale și imaginare. Observând că sin 2θ = 2 sin θ cos θ și rescriind sin θ = y/r și cos θ = x/r se observă (prin simplificare) că liniile de curent sunt date de
{\displaystyle \psi =2Axy\,.}
Câmpul de viteze este dat de ∇φ, sau
{\displaystyle {\begin{pmatrix}u\\v\end{pmatrix}}={\begin{pmatrix}{\frac {\partial \varphi }{\partial x}}\\[2px]{\frac {\partial \varphi }{\partial y}}\end{pmatrix}}={\begin{pmatrix}+{\partial \psi  \over \partial y}\\[2px]-{\partial \psi  \over \partial x}\end{pmatrix}}={\begin{pmatrix}+2Ax\\[2px]-2Ay\end{pmatrix}}\,.}
În dinamica fluidelor, câmpul de curgere din apropierea originii corespunde unui punct de stagnare. De reținut că fluidul din origine este în repaus (ceea ce rezultă din diferențierea lui f(z) = z2 la z = 0). Linia de curent ψ = 0 este deosebit de interesantă: are două (sau patru) ramuri, urmând axele de coordonate, adică x = 0 și y = 0. Deoarece nu curge fluid prin axa {\displaystyle Ox}, aceasta (axa {\displaystyle Ox}) poate fi tratată ca o frontieră solidă. Astfel, este posibil să ignorăm curgerea în semiplanul inferior unde y < 0 și să ne concentrăm asupra curgerii în semiplanul superior. Cu această interpretare, curgerea este cea a unui jet direcționat vertical care lovește o placă plană orizontală. De asemenea, curgerea poate fi interpretată ca fiind o curgere într-un colț de 90 de grade, dacă se ignoră regiunile specificate de (să zicem) x, y < 0.

#### Legile puterii cun= 3
Dacă n = 3, curgerea rezultantă este o versiune hexagonală a cazului n = 2 analizat anterior. Liniile de curent sunt date de ψ = 3x2y − y3, iar curgerea în acest caz poate fi interpretată ca o curgere într-un colț de 60°.

#### Legile puterii cun= −1: dublet
Dacă n = −1, liniile de curent sunt date de:
{\displaystyle \psi =-{\frac {A}{r}}\sin \theta .}
Această ecuație este mai ușor de interpretat în termeni de componente reale și imaginare:
{\displaystyle {\begin{aligned}\psi ={\frac {-Ay}{r^{2}}}&={\frac {-Ay}{x^{2}+y^{2}}}\,,\\x^{2}+y^{2}+{\frac {Ay}{\psi }}&=0\,,\\x^{2}+\left(y+{\frac {A}{2\psi }}\right)^{2}&=\left({\frac {A}{2\psi }}\right)^{2}\,.\end{aligned}}}
Astfel, liniile de curent sunt cercuri care sunt tangente la axa Ox în origine. Cercurile din semiplanul superior curg astfel în sensul acelor de ceasornic, iar cele din semiplanul inferior curg în sens invers acelor de ceasornic. De remarcat că componentele vitezei sunt proporționale cu r−2; iar valorile lor în origine sunt infinite. Acest model de curgere este de obicei numit dublet sau dipol și poate fi interpretat ca o combinație a unei perechi sursă-scurgere de intensitate infinită, menținută la o distanță infinitezimală. Câmpul de viteze este dat de:
{\displaystyle (u,v)=\left({\frac {\partial \psi }{\partial y}},-{\frac {\partial \psi }{\partial x}}\right)=\left(A{\frac {y^{2}-x^{2}}{\left(x^{2}+y^{2}\right)^{2}}},-A{\frac {2xy}{\left(x^{2}+y^{2}\right)^{2}}}\right)\,.}
sau în coordonate polare:
{\displaystyle (u_{r},u_{\theta })=\left({\frac {1}{r}}{\frac {\partial \psi }{\partial \theta }},-{\frac {\partial \psi }{\partial r}}\right)=\left(-{\frac {A}{r^{2}}}\cos \theta ,-{\frac {A}{r^{2}}}\sin \theta \right)\,.}

#### Legile puterii cun= −2: cvadripolar
Dacă n = −2, liniile de curent sunt date de:
{\displaystyle \psi =-{\frac {A}{r^{2}}}\sin 2\theta \,.}
Acest câmp de curgere este asociat cu un cvadripolar⁠(d).

### Sursa și scurgerea liniară
O sursă sau scurgere liniară de intensitate {\displaystyle Q} ({\displaystyle Q>0} pentru sursă și {\displaystyle Q<0} pentru scurgere) este dată de potențialul:
{\displaystyle w={\frac {Q}{2\pi }}\ln z}
unde {\displaystyle Q} reprezintă, de fapt, curgerea volumică pe unitate de lungime printr-o suprafață care înconjoară sursa sau scurgerea. Câmpul de viteză în coordonate polare este:
{\displaystyle u_{r}={\frac {Q}{2\pi r}},\quad u_{\theta }=0}
adică o curgere pur radială.

### Vârtejul liniar
Un vârtej liniar de intensitatea {\displaystyle \Gamma } este dat de:
{\displaystyle w={\frac {\Gamma }{2\pi i}}\ln z}
unde {\displaystyle \Gamma } este circulația în jurul oricărui contur simplu închis care înconjoară vârtejul. Câmpul de viteză în coordonate polare este:
{\displaystyle u_{r}=0,\quad u_{\theta }={\frac {\Gamma }{2\pi r}}}
adică o curgere pur azimutală.

## Analiză pentru curgeri incompresibile tridimensionale
Pentru curgeri tridimensionale, potențialul complex nu poate fi obținut.

### Sursă și scurgerea punctuală
Potențialul vitezei al unei surse sau scurgeri punctuale de intensitate {\displaystyle Q} ({\displaystyle Q>0} pentru sursă și {\displaystyle Q<0} pentru scurgere) în coordonate polare sferice este dat de:
{\displaystyle \phi =-{\frac {Q}{4\pi r}}}
unde {\displaystyle Q} reprezintă, de fapt, curgerea volumică printr-o suprafață închisă care înconjoară sursa sau scurgerea. Câmpul de viteză în coordonate polare sferice este:
{\displaystyle u_{r}={\frac {Q}{4\pi r^{2}}},\quad u_{\theta }=0,\quad u_{\phi }=0.}